# Coenocorypha chathamica
Coenocorypha chathamica — вимерлий вид сивкоподібних птахів родини баранцевих (Scolopacidae). Був ендеміком островів Чатем. Вид був більший з двох видів, знайдених там: меншим був сучасний вид баранець чатемський (C. pusilla). Вчені ніколи не бачили його живим, і він відомий лише за викопним матеріалом, зібраним на островах. Чому він вимер, а його менший родич вижив, залишається загадкою, так само як і точний час його вимирання, хоча він міг дожити до 15 століття.